# Rosa 'Scepter'd Isle'
'Scepter'd Isle' ('AUSland' es el nombre del obtentor registrado), es un cultivar de rosa que fue conseguido en Reino Unido en 1989 por el rosalista británico David Austin.

## Descripción
'Scepter'd Isle' es una rosa moderna cultivar del grupo « English Rose Collection ».
El cultivar procede del cruce de 'Wife of Bath'® x 'Heritage'.
Las formas arbustivas del cultivar tienen porte erguido que alcanza más de 75 a 185 cm de alto con 60 a 105 cm de ancho. Las hojas son de color verde oscuro mate de tamaño medio, follaje coriáceo.
Sus delicadas flores de color rosa suave a un rosa más pálido en los pétalos exteriores. Fuerte fragancia de mirra. Flor con 45 pétalos. El diámetro medio de 3,5". Tamaño de flor mediano, dobles (17 a 25 pétalos), en pequeños grupos, en forma de copa, en cuartos, rosetón.
Florece de una forma prolífica, continua (perpetua) floración durante la temporada.

## Origen
El cultivar fue desarrollado en Reino Unido por el prolífico rosalista británico David Austin en 1989. 'Scepter'd Isle' es una rosa híbrida con ascendentes parentales de cruce de 'Wife of Bath'® x 'Heritage'.
El obtentor fue registrado bajo el nombre cultivar de 'AUSland' por David Austin en 1989 y se le dio el nombre comercial de exhibición 'Scepter'd Isle'™.
También se le reconoce por el sinónimo de 'AUSland', 'O/18/89' y 'TG2049'.
- La rosa 'Scepter'd Isle' fue introducida en el Reino Unido por David Austin Roses Limited (UK) en 1997 como 'Scepter'd Isle'.[1]
- La rosa 'Scepter'd Isle' fue introducida en la Unión Europea con la patente "European Union - Patent No: 2400 on 1 Sep 1997/Application No: 19961279 on 18 Nov 1996".[1]
- La rosa 'Scepter'd Isle' fue introducida en Estados Unidos con la patente "United States - Patent No: PP 10,969 on 22 Jun 1999/Application on 10 Feb 1997".[1]
- La rosa 'Scepter'd Isle' fue introducida en Australia con la patente "Australia - Application No: 1990/047 on 17 Apr 1990".[1]
- Internal breeder code: 0-18-89. No. 082 en el concurso de 1997 Monza Competition (Fuente: Roseto Niso Fumagalli.)

## Cultivo
Aunque las plantas están generalmente libres de enfermedades, es posible que sufran de punto negro en climas más húmedos o en situaciones donde la circulación de aire es limitada. Se desarrollan mejor a pleno sol. En América del Norte son capaces de ser cultivadas en USDA Hardiness Zones 5b a 10b. La resistencia y la popularidad de la variedad han visto generalizado su uso en cultivos en todo el mundo.
Puede ser utilizado para las flores cortadas, jardín o portador guía. Vigorosa. En la poda de Primavera es conveniente retirar las cañas viejas y madera muerta o enferma y recortar cañas que se cruzan. En climas más cálidos, recortar las cañas que quedan en alrededor de un tercio. En las zonas más frías, probablemente hay que podar un poco más que eso. Requiere protección contra la congelación de las heladas invernales.

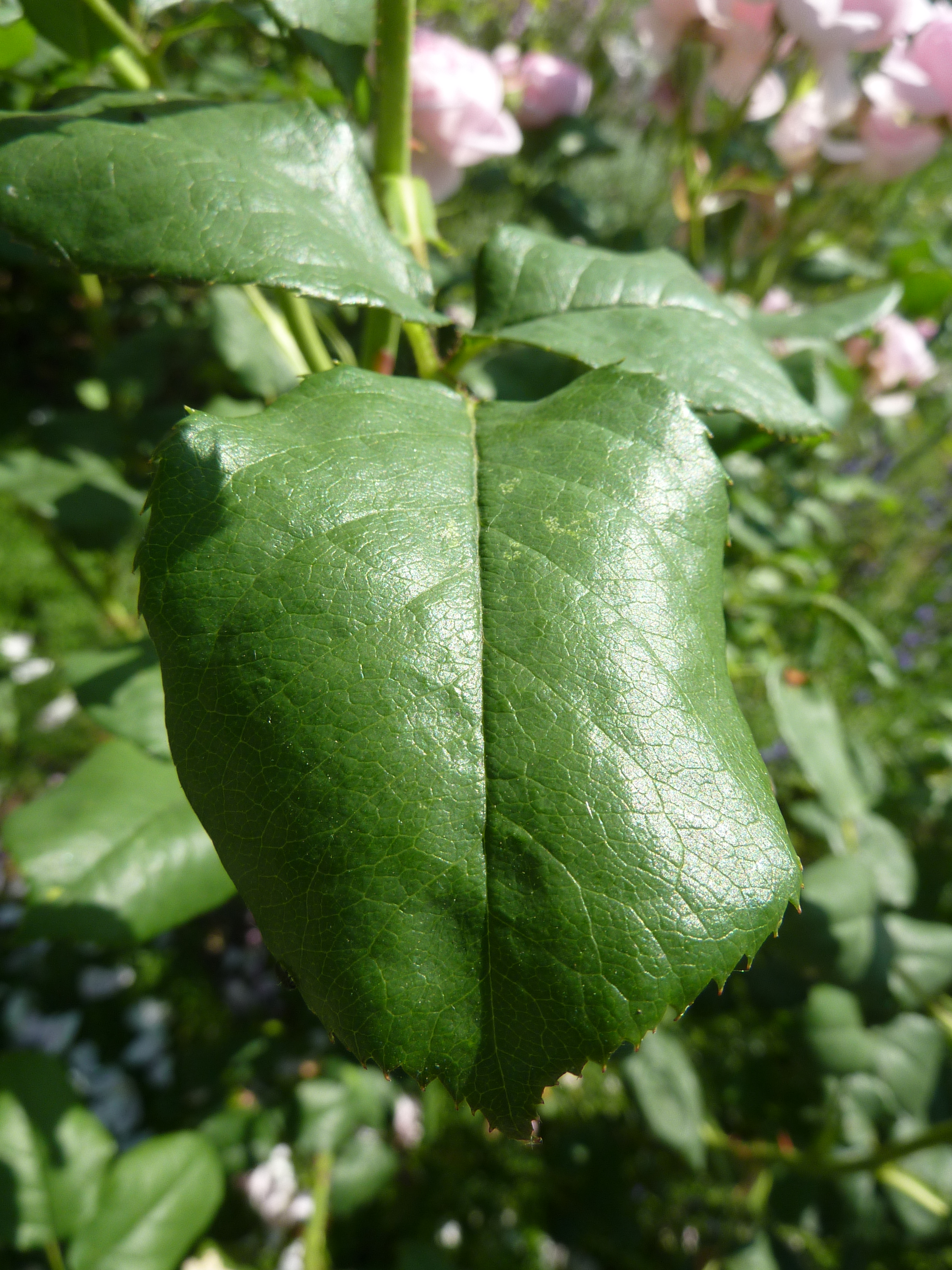
La hoja de la Rosa 'Scepter'd Isle'
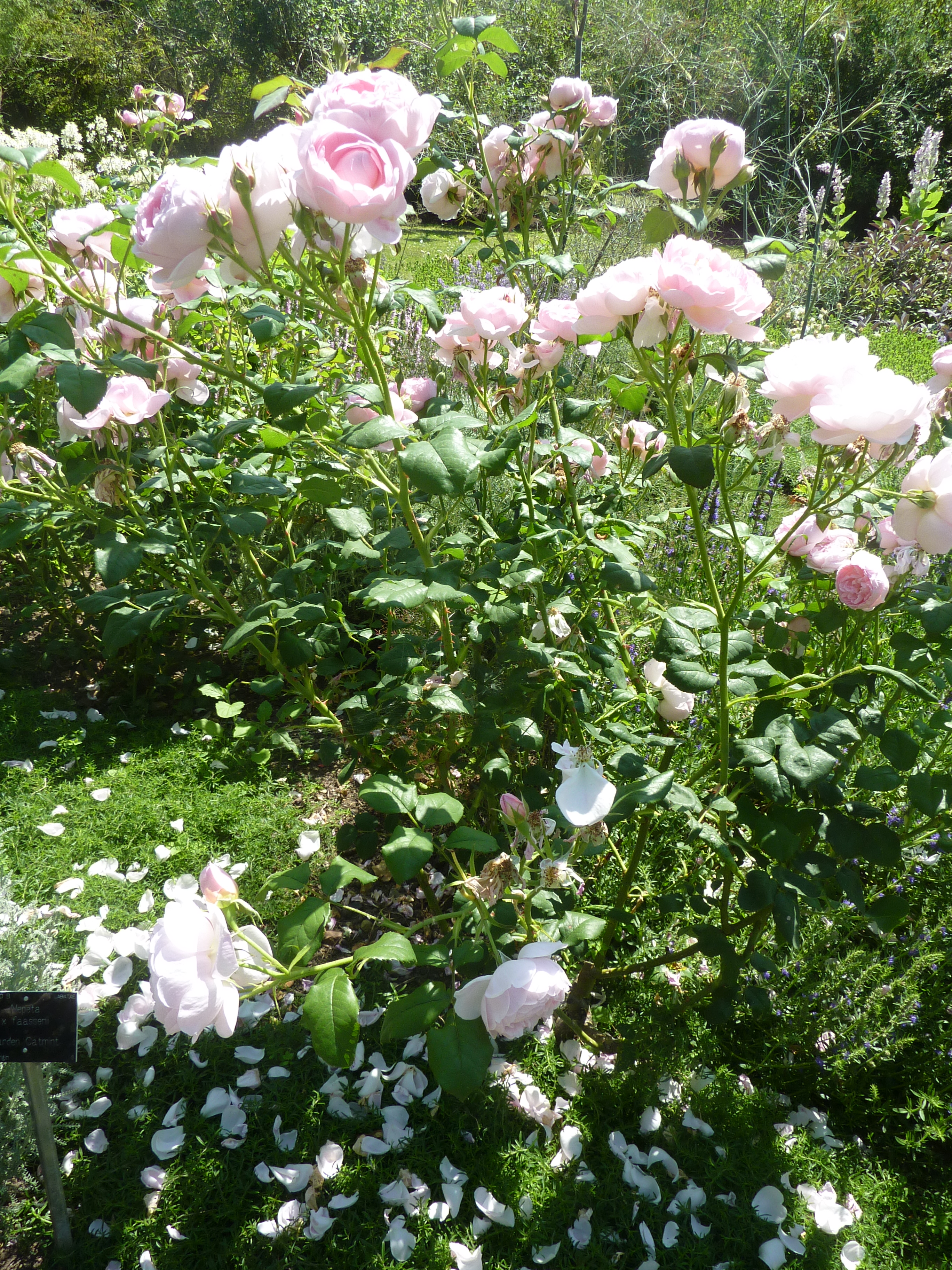
Arbusto de la Rosa 'Scepter'd Isle'
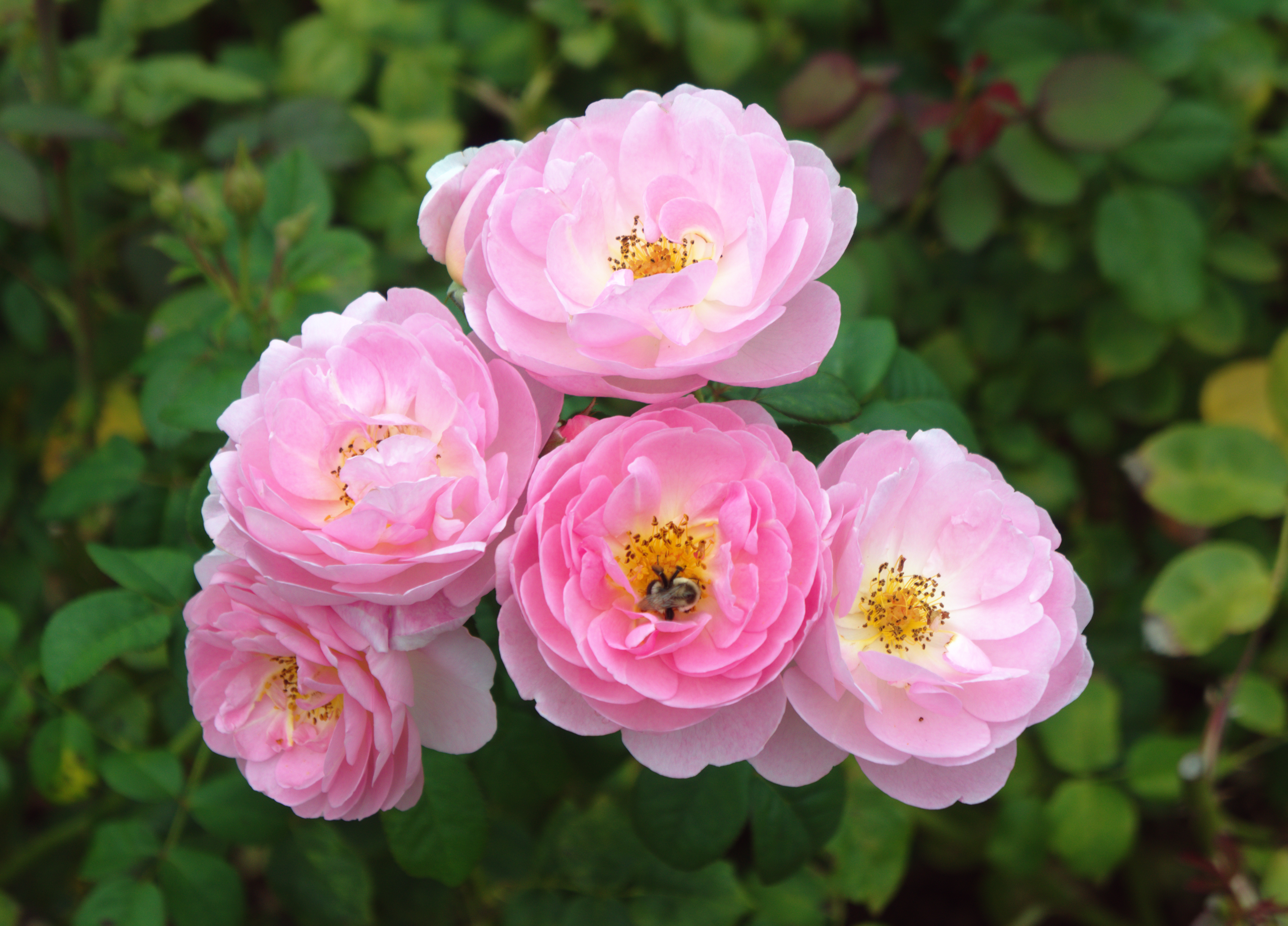
Grupo de rosas 'Scepter'd Isle'
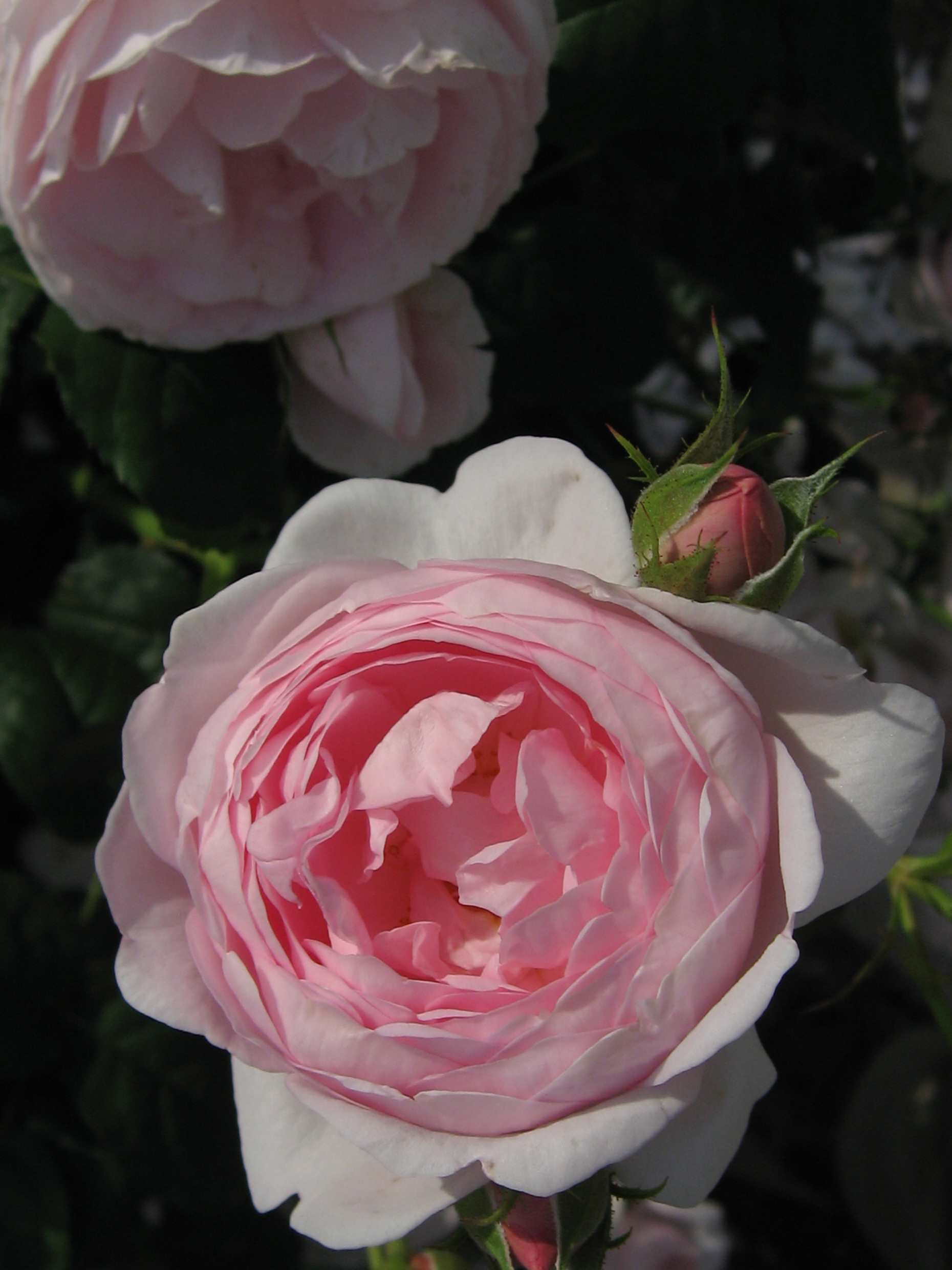
Rosa 'Scepter'd Isle'